# 원피스 2기
일본 애니메이션 《원피스》 2기 '그랜드 라인 돌입 편' (グランドライン突入)은 오다 에이치로의 원작 만화 12권~15권까지의 내용을 바탕으로 도에이 애니메이션이 제작하고 우다 고노스케가 감독한 시즌이다. 2001년 3월 21일부터 8월 19일까지 일본 후지 TV에서 처음 방송되었으며, 회차는 총 16회 (62화~77화)에 달한다.
그랜드 라인 돌입 편에서는 몽키 D. 루피의 밀짚모자 해적단이 위대한 항로로 진입하면서 벌어지는 이야기를 다룬다. 항로 입구인 리버스 마운틴에 내려오자마자 거대 고래 라분의 뱃속에 갇혀버린 밀짚모자 해적단은 그 속에서 고래를 돌보는 노인 크로커스와, 칠무해 크로커다일의 범죄집단인 바로크 워크스의 조직원 '네펠타리 비비'를 만난다. 라분과 헤어진 밀짚모자 해적단은 고대의 섬 리틀 가든에서 거인 도리와 브로기의 긍지 높은 결투, 그리고 바로크 워크스의 음모와 마주한다.
대한민국에서는 대원씨아이에서 판권을 확보, 2003년 공중파 KBS2에서 더빙으로 방영하였다. KBS 더빙판은 투니버스 등 다른 방송사에서도 그대로 방영되다가, 2011년 대원방송의 〈원피스 Original〉이란 무삭제판으로 재더빙되었다. 대원방송의 기수 구분으로는 이 시즌과 다음 시즌이 '원피스 2기'로 묶이고 있다. 미국에서는 2004년 포키즈 엔터테인먼트에서 처음 더빙 방영되었으나 16화 분량이 잘려나갔으며, 무삭제 완전판은 2009년 퍼니메이션 엔터테인먼트에서 방영하였다.
그랜드 라인 돌입 편에서 사용된 오프닝곡은 Folder5의 〈Believe〉로 48화~115화에 사용되었다. 엔딩곡의 경우 첫번째 엔딩곡으로 오오츠키 마키의 〈RUN! RUN! RUN!〉이 62화~63화에, 두번째 엔딩으로 토마토 큐브의 〈내가 있잖아〉 (私がいるよ)가 64화~73화에 채택되었다. 대한민국에서는 2003년 KBS 더빙판 당시 오프닝곡으로 코요태의 〈우리의 꿈〉이, 엔딩곡으로 신지의 〈나를 너에게〉가 사용되었다.

## 회차 정보
| 리버스 마운틴 편 |    |                                                                            |                 |               |   |                 |   |
| 62 | 1  | "슬픈 고래, 라분" "最初の砦?巨大クジラ·ラブーン現る"                       | 우다 코노스케   | 시마다 미치루 | - | 2001년 3월 14일 | - |
| 리버스 마운틴을 내려온 고잉메리호 앞에 출구를 가로막아선 거대한 고래가 등장한다. 루피가 고래에게 대포를 쏘고 거대한 눈알에 펀치를 날리자, 고래는 고잉메리호와 나머지 동료들을 삼켜 버린다. 비슷한 시각, 고래를 잡아 식량으로 삼으려는 '미스터 나인'과 '미스 웬즈데이'라는 해적 듀오도 고래 속으로 잠입한다. 고래 뱃속에 들어간 동료들은 위산의 바다 한가운데 섬에 살고 있는 이상한 할아버지 '크로커스'를 만난다. 크로커스는 리버스 마운틴의 등대지기였고, 고잉메리호를 삼킨 고래의 이름은 '라분'으로, 가끔씩 절벽에 머리를 부딫하기를 반복하면 그때마다 크로커스가 진정제를 놔주고 있었다. 크로커스는 라분이 겪은 슬픈 사연을 들려준다. |    |                                                                            |                 |               |   |                 |   |
| 63 | 2  | "루피와 라분, 사나이들의 약속" "男の約束! ルフィとクジラ再会の誓い"        | 고사카 하루메   | 시마다 미치   | - | 2001년 3월 21일 | - |
| 50년 전, 등대를 지키던 크로커스는 리버스 마운틴으로 넘어온 해적단과 웨스트 블루의 꼬마 고래 '라분'과 처음 만났다. 해적단 선장은 위대한 항로에 라분을 데려가는 것은 너무 위험하다고 판단, 세계를 일주하고 돌아오겠다는 약속과 함께 크로커스에게 라분을 맡기고 떠났다. 그러나 50년이 지나도 해적들은 돌아오지 않았고, 라분은 그들이 도망갔다는 크로커스의 말을 받아들이지 않으며 자학하기 시작했다는 것이다. 사연을 들은 루피는 라분에게 일부러 시비를 걸은 다음, 자신들이 세계 일주를 하고 돌아오면 결판을 내자는 새 약속을 제안한다. 그리고 라분의 상처난 머리에 졸리 로저를 그린 뒤, 그것을 절대 지우지 말라고 부탁한. 크로커스는 위대한 항로에서는 특정 섬을 가리키는 기록지침에 따라, 대비보 원피스가 있는 섬 '라프텔'로 향하는 항로를 정하게 된다는 설명과 함께, 자신이 갖고 있던 새 기록지침을 선물해 준다. 밀짚모자 해적단은 미스 웬즈데이와 미스터 나인을 태우고 기록지침을 따라 다음 섬으로 향한다. 떠나는 그들의 뒤로 크로커스는 골드 로저의 이름을 부르며, 저들이 우리가 기다렸던 그 해적이냐는 말을 남긴다. |    |                                                                            |                 |               |   |                 |   |
| 위스키 피크 편 |    |                                                                            |                 |               |   |                 |   |
| 64 | 3  | "해적을 환영합니다!" "海賊歓迎の町? ウイスキーピーク上陸"                  | 이케다 요코     | 시마다 미치루 | - | 2001년 4월 15일 | - |
| 위대한 항로의 이상한 기후를 겪으며 '위스키 피크'에 도착한 고잉메리호. 미스 웬즈데이와 미스터 나인은 루피 일행과 작별인사를 나누고, 나미는 기록지침에 자력이 쌓일 때까지 이곳에 머물러야 한다고 말한다. 위스키 피크의 촌장 '이가람'과 마을 주민들은 루피 일행을 환대한다. 모두가 잠든 그날 밤, 이가람과 미스 웬즈데이, 미스터 나인은 분홍머리의 또다른 실력자 '미스 먼데이'와 함께 루피 일행을 붙잡아 넘기는 음모에 나선다. 그러나 잠에 들지 않고 경계하던 조로는 그들이 현상금 사냥꾼 '바로크 웍스'의 일당임을 간파한다. 온 마을 사람들이 현상금 사냥꾼임이 밝혀진 그때, 이가람은 선인장 바위의 수많은 묘비들을 상기시키며 조로를 없애 버리겠다고 말한다. |    |                                                                            |                 |               |   |                 |   |
| 65 | 4  | "삼검술의 조로 VS 바로크 주식회사" "炸裂三刀流! ゾロVSバロックワークス"    | 우에다 요시히로 | 시마다 미치루 | - | 2001년 4월 15일 | - |
| 마을 사람들을 예리한 삼검술로 상대하기 시작한 조로. 그와중에 역시 잠들지 않았던 나미는 마을 빈집 털이에 나선다. 최강자 미스 선데이마저 조로의 완력에 무릎꿇는다. 미스 웬즈데이는 오리 '카루'를 타고 조로의 공격에서 벗어난 다음, 잠든 루피를 포로로 삼는 동시에 이가람, 미스터 나인과 함께 조로를 공격해 보지만 수포로 돌아간다. 쓰러진 미스 웬즈데이 일행 앞에 바로크 웍스의 또다른 요원 '미스터 파이브'와 '미스 발렌타인'이 나타나 내부 첩자 의혹을 추궁한다. 두 요원은 이가람이 알라바스타 왕국의 호위 대장, 미스 웬즈데이가 그 왕국의 공주 비비라는 사실을 밝히며, 이 둘의 말살을 선언한다. |    |                                                                            |                 |               |   |                 |   |
| 66 | 5  | "황당 결투! 루피 VS 조로" "真剣勝負! ルフィVSゾロ謎の大決闘!"              | 가도타 히데히코 | 시마다 미치루 | - | 2001년 4월 22일 | - |
| 미스터 파이브와 미스 발렌타인에게 당해버린 이가람은 조로에게 비비 공주를 왕국까지 무사히 모셔 달라고 애원한다. 거액의 상금을 대가로 이가람의 간청을 받아들인 나미는, 조로에게 검 살 때 돈을 빌려줬던 약속을 지키라며 비비 공주의 호위 작전을 돕기 시작한다. 미스 먼데이의 희생을 뒤로 하며 위스키 피크를 탈출하려는 비비 공주 앞에 미스터 파이브와 미스 발렌타인이 다시 가로막는다. 그 와중에 잠에서 깬 루피는 자신들을 먹여주고 재워줬던 마을 사람들을 조로가 쓸어 버렸다는 오해에 사로잡혀 버리고, 조로와의 한판 승부를 벌이기 시작한다. 비비 공주를 돕는 자들로 여긴 미스터 파이브와 미스 발렌타인이 두 사람에게 달려들자, 루피와 조로는 두 요원들을 한방에 날려 버린다. |    |                                                                            |                 |               |   |                 |   |
| 67 | 6  | "특명! 비비공주를 호위하라" "王女ビビを届けろ! ルフィ海賊団出航"           | 우다 코노스케   | 시마다 미치루 | - | 2001년 4월 29일 | - |
| 서로를 치고박으려던 루피와 조로는 나미로부터 꿀밤을 얻어먹고 진정한 뒤 모든 사정을 전해듣는다. 비비는 내전이 한창인 알라바스타 왕국에 바로크 워크스라는 비밀 조직의 음모가 있음을 깨닫고 이가람과 함께 조직에 잠입했다고 털어놓는다. 바로크 워크스는 알라바스타 왕국을 빼앗는 것이 최종 목표였고, 그 중심에는 칠무해 크로커다일이 있었다. 바로크 워크스의 추적이 임박했다는 사실을 깨달은 이가람은 비비 공주로 변장한 다음, 추적자의 공격 대상을 자처하여 스스로를 희생한다. 비비와 루피 일행이 고잉메리호를 타고 떠나려는 순간, 크로커다일의 파트너이자 이가람을 제거한 '미스 올 선데이'가 모습을 드러낸다. 그동안 비비 공주가 바로크 워크스에 잠입할 수 있었던 건 자신의 허락 때문이었음을 밝힌 미스 올 선데이는 다음 행선지로 또다른 추적자들이 기다리는 '리틀 가든'으로 갈 것인가, 안전한 항로로 갈 것인가를 고르게 하지만, 루피는 일말의 고민 없이 리틀 가든을 택한다. |    |                                                                            |                 |               |   |                 |   |
| 코비와 헤르메포의 일기 편 |    |                                                                            |                 |               |   |                 |   |
| 68 | 7  | "코비와 헤르메포의 해군일기" "頑張れコビー! コビメッポ海軍奮闘記"          | 고사카 하루메   | 시마다 미치루 | - | 2001년 3월 13일 | - |
| 동료들이 비비에게 자신의 과거를 알려주는 모습을 본 루피는 문득 첫 여정에서의 코비를 머릿속에 떠올린다. 헤르메포와 함께 해군기지의 신병으로 들어간 코비는 잡일을 도우는 한편으로 해군장교의 꿈을 키워나간다. 어느날 헤르메포의 아버지 모건 대령의 재판을 위해 해군본부 가프 중장이 인계 임무에 나선다. 모건은 헤르메포를 인질 삼으며 소동을 벌인 뒤 해군함에서 탈출하고, 친구를 저버릴 수 없던 코비가 나서 헤르메포를 구해 온다. 그 광경을 재미있어한 가프는 추방 위기에 처한 코비와 헤르메포를 해군본부로 데려가기로 결정하고 위대한 항로로 나선다. |    |                                                                            |                 |               |   |                 |   |
| 69 | 8  | "가프 중장의 호의!" "コビメッポの決意! ガープ中将の親心"                   | 사카이 무네히사 | 시마다 미치루 | - | 2001년 5월 20일 | - |
| 루피 일행은 신문을 읽다 코비와 헤르메포도 위대한 항로로 넘어왔음을 알게 된다. 한편 해군본부에 도착한 헤르메포와 코비는 상상도 못한 고강도의 훈련에 내던져진다. 좌절하는 두 사람에게 가프가 나서 결사의 각오를 재확인받는다. 코비가 있던 마을의 꼬마아이 리카는 갑작스런 이별에 슬퍼한다. 한편 계속해서 그만두고 싶어하던 헤르메포가 마음을 바꿔, 몸 단련을 열심히 해서 아버지를 뛰어넘는 최강자가 되기로 하고, 코비 역시 루피의 모습을 상기하며 마음을 바로잡는다. 어느 날 코비가 현상수배범 루피의 친구임을 알아버린 가프는 달밤의 해변가에서 헤르메포와 코비를 따로 불러세운 뒤, 적의 친구임을 감내할 만큼 훌륭한 해군감인지를 시험해 보기 위해 자신에게 덤벼보라 한다. 비록 자신에게 나가떨어졌지만 강력한 의지만큼은 여전함을 확인한 가프는 그 사실을 눈감아주기로 한 대신 더욱 훈련에 매진하라 명하고, 코비와 헤르메포는 경례를 표한다. |    |                                                                            |                 |               |   |                 |   |
| 리틀 가든 편 |    |                                                                            |                 |               |   |                 |   |
| 70 | 9  | "태고의 섬, 리틀 가든" "太古の島! リトルガーデンに潜む影!"                 | 엔도 유지       | 다케가미 준키 | - | 2001년 5월 27일 | - |
| 위대한 항로의 두번째 섬 리틀가든에 도착한 밀짚모자 해적단과 비비 공주. 그곳은 오래토록 외부의 손길이 닫지 않아 공룡이 멸종하지 않은 태고의 섬이었다. 루피와 카루, 비비는 섬 탐험에 나서고, 조로와 상디는 서로 누가 더 큰 식량감을 구해오는지 시합에 나선다. 이 섬에 관한 탐험가의 옛 기록을 읽던 나미는, 이곳의 주인에게 있어 이 섬은 마치 작은 정원가도 같기에 '리틀 가든'이라 이름붙이자는 대목을 읽는다. 머지않아 고잉메리호에 남아 있던 나미와 우솝 앞에 거대한 그림자가 나타나고 두 사람은 비명을 지른다. |    |                                                                            |                 |               |   |                 |   |
| 71 | 10 | "결투만 100년째, 거인 도리 VS 브로기" "でっかい決闘! 巨人ドリーとブロギー" | 가도타 히데히코 | 다케가미 준키 | - | 2001년 6월 3일  | - |
| 나미와 우솝 앞에 드러난 것은 다름아닌 거인으로, 자신을 엘바프 최강의 전사 '브로기'라 소개한다. 숲속으로 들어간 루피와 비비도 '도리'라는 이름의 또다른 거인 전사를 만난다. 브로기는 나미, 우솝을 자신의 거처로 데려가 고기를 대접한다. 나미는 이 섬의 기록이 쌓이기까지 1년이 걸린다는 사실을 듣고 경악한다. 섬의 다른 한편으로 루피와 비비를 데려온 도리는 어떤 상대와 100년 동안 결투를 벌였지만 승부가 나지 않고 있다고 털어놓는다. 그 때 섬 중앙부의 화산이 터지고, 두 거인은 그것을 신호 삼아 서로간의 결투에 나선다. 이유따윈 잊어버린 채 결투를 이어나가는 두 거인의 엄청난 긍지에 루피는 할말을 잃는다. 한편 바로크 워크스의 또다른 요원 '미스터 쓰리'와 파트너는 두 거인의 억대 현상수배서를 보고, 미스터 파이브, 미스 발렌타인과 함께 리틀 가든으로 넘어와 현상금 사냥에 나선다. |    |                                                                            |                 |               |   |                 |   |
| 72 | 11 | "함정에 빠진 거인들" "ルフィ怒る! 聖なる決闘に卑劣な罠"                    | 요코 이케다     | 다케가미 준키 | - | 2001년 6월 17일 | - |
| 도리와 브로기의 끝날 수 없는, 사실 끝나서는 안 될 결투는 오늘도 무승부로 마무리된다. 두 거인은 웃음을 터뜨리며 술통을 나눈다. 그때 도리가 마시던 술통이 입안에서 폭발해 버리고, 루피는 술통에 폭약을 탄 범인이 상대 거인도, 술통을 가져온 루피 일행도 아닌, 이 섬에 잠입한 누군가임을 간파한다. 예상대로 폭약을 탄 범인이 자신임을 밝힌 미스터 쓰리는 거인들을 시작으로 나머지 루피 일당의 공략에도 나서기로 한다. 루피는 무리한 싸움을 하지 말자며 도리를 가로막지만, 도리는 루피를 땅 속에 박아넣어 꼼작 못하게 만들어 버린 다음, 힘든 몸을 이끌며 또다시 브로기와의 승부에 나선다. |    |                                                                            |                 |               |   |                 |   |
| 73 | 12 | "진정한 전사, 거인 브로기의 눈물" "ブロギー勝利の号泣! エルバフの決着"     | 우에다 요시히로 | 다케가미 준키 | - | 2001년 6월 24일 | - |
| 도리가 승부에 나서기로 한 것은 전사로서의 긍지를 포기할 수 없었기 때문이었지만, 그렇다고 해도 반칙에 가까운 상황을 만들어버린 범인에게 루피는 분노를 감추지 못한다. 그 사이 숲속을 헤메던 조로는 가짜 나미와 만나고, 나미 역시 가짜 루피를 만나고 다가갔다가 모습을 감춰 버린다. 나미가 사라졌단 사실을 우솝한테서 전해들은 비비는 이 모든 상황이 바로크 워크스의 소행이라 추측한다. 절대로 끝나지 않기를 바랬던 승부에서 도리는 힘없이 쓰러져 버리고, 브로기는 당황스럽고 슬픈 1승을 맞이한다. 그 때 루피 일행의 앞에 미스터 쓰리와 조수 '미스 골든위크', 그리고 카루를 붙잡아 고문한 미스터 파이브와 미스 발렌타인이 모습을 드러낸다. |    |                                                                            |                 |               |   |                 |   |
| 74 | 13 | "죽지 않는 전사들" "魔のキャンドル! 無念の涙と怒りの涙"                    | 우다 코노스케   | 다케가미 준키 | - | 2001년 7월 15일 | - |
| 미스터 파이브는 폭탄 코딱지 능력을 이용해 루피와 우솝이 쉽게 덤벼들 수 없게 만들고, 양초 인간 능력자 미스터 쓰리도 브로기를 양초 덩이로 꽁꽁 싸매 버린다. 이어서 미스터 쓰리는 조로, 비비, 나미를 사로잡아 양초의 탑에 꽂은 다음 서서히 양초 가루를 뿌림으로서 밀랍인형으로 만들기 시작한다. 브로기는 뒤늦게 이들이 술통에 폭약을 넣은 덕에 1승을 거둔 사실을 깨닫고, 힘든 모습을 숨긴 채 진지하게 달려드는 친구에게 동정 따윈 보일 수 없었다며 오열한다. 한편 카루의 도움으로 땅속에서 빠져나온 루피는 우솝과 함께 미스터 쓰리의 양초탑으로 달려든다. |    |                                                                            |                 |               |   |                 |   |
| 75 | 14 | "마술에 걸린 루피" "ルフィを襲う魔力! カラーズトラップ"                    | 후지세 준이치   | 다케가미 준키 | - | 2001년 8월 12일 | - |
| 조로와 비비, 나미, 두 거인이 쏟아지는 양초가루에 묻혀 서서히 굳어져갈 위기에 처하고, 루피가 고무고무 해머를 날려 기둥을 부숴 보지만 오히려 양초가루를 뿌리던 초가 가까워지는 바람에 진행속도가 빨라져 버렸다. 루피가 미스터 쓰리를 박살내고 동료들에게 달려가는 순간, 미스 골든위크가 나서서 루피를 '컬러즈 트랩'에 가두어 심리를 조종하기 시작한다. 온갖 색상의 물감을 루피에게 칠하며 당장의 공격을 방해하는 사이, 카루를 타고 도망다니던 우솝이 최후의 구원자로 나선다. |    |                                                                            |                 |               |   |                 |   |
| 76 | 15 | "대 반격! 우솝과 카루의 활약" "いざ反撃! ウソップの機転と火炎星!"          | 호사카 하루메   | 다케가미 준키 | - | 2001년 8월 19일 | - |
| 우솝은 루피에게 화염성 탄알을 날려 컬러즈 트랩에서 벗어나게 만든다. 미스터 쓰리는 양초로 자기 몸에 거대한 병갑을 두른 다음 루피를 상대하기 시작한다. 우솝과 카루는 미스터 파이브, 미스 발렌타인의 공격을 무릅쓰고 밀랍화되어가던 동료들을 불로 녹여 구하기로 한다. 루피가 미스터 쓰리를 붙들고 그의 머리에 붙여진 불을 도화선에 붙이자, 모두가 풀려나 바로크 워크스 일당들을 해치워 버린다. 미스터 쓰리와 미스 골든위크를 해치우기 위해 숲으로 들어간 루피와 카루는 앞서 가짜 나미와 루피를 만들었던 미스터 쓰리가 자신의 모습을 수많은 밀랍인형으로 복제시킨 것을 발견하지만 곧바로 진짜 미스터 쓰리를 간파해 낸다. 같은 시각, 혼자서 식량감을 구해 고잉메리호에서 동료들을 기다리던 상디는 숲속에서 미스터 쓰리가 만든 휴식공간을 발견한다. 그곳에 있던 전보벌레에 한 통의 전화가 걸려오고, 전화를 받아든 상디는 미스터 제로, 즉 바로크 워크스의 수장인 크로커다일과의 대화에 나선다. |    |                                                                            |                 |               |   |                 |   |
| 77 | 16 | "거인섬 안녕, 알라바스타로 출발!" "さらば巨人の島! アラバスタを目指せ"     | 엔도 유지       | 다케가미 준키 | - | 2001년 8월 19일 | - |
| 통화 상대를 미스터 쓰리로 착각한 크로커다일은 비비와 밀짚모자 일당을 말살하겠다던 임무는 완료했느냐고 묻고, 상디는 전부 처리했다며 더 이상의 추적자는 보내지 말라고 답한다. 크로커다일은 곧바로 알라바스타 왕국으로 오라는 명령을 내린 뒤, 미스 올선데이에게 '미스터 투'를 시켜 미스터 쓰리를 없애 버리라고 비밀리에 지시한다. 통화를 마치고 루피 일행을 찾아온 상디는 마침 그곳에 있던 기록지침도 가져왔다고 전하고, 루피와 비비는 1년을 기다릴 필요 없이 곧바로 출항할 수 있게 되었다며 기뻐한다. 떠나는 고잉메리호 앞에 초거대 금붕어가 가로막자, 도리와 브로기는 금붕어를 단숨에 해치워 길을 열어준다. |    |                                                                            |                 |               |   |                 |   |